# Мале Карачево
Мале Кара́чево (рос. Малое Карачево, чув. Кĕçĕн Карач) — присілок у складі Козловського району Чувашії, Росія. Входить до складу Карачевського сільського поселення.
Населення — 57 осіб (2010; 59 у 2002).
Національний склад:
- чуваші — 100 %